# Michel Roumégoux
Pour les articles homonymes, voir Roumégoux.
Michel Roumégoux, né le 10 janvier 1948 à Figeac (Lot) et mort le 26 novembre 2023 à Cahors,, est un docteur vétérinaire et homme politique français.

## Biographie
Né à Figeac de parents artisans bouchers, Michel Roumégoux est docteur vétérinaire à Cahors depuis 1974, en milieu rural puis urbain, et spécialisé en chirurgie ostéo-articulaire. Il est également créateur et administrateur jusqu'en 2001 d’une centrale de distribution de produits vétérinaires. Il est marié et père de deux enfants.

### Parcours politique
Issu du centre droit et membre de l'UDF, Michel Roumégoux est élu conseiller municipal de Cahors en 1989 et réélu en 1995. Élu ensuite conseiller général dans le canton de Cahors-Nord-Est en 1992, il est battu six ans plus tard, avant de prendre sa revanche en 1999, lors d'une élection partielle.
En mars 2001, il est élu maire de Cahors, mais fin 2002, son élection est invalidée par le Conseil d'État à cause d'un dépassement de comptes de campagne. En janvier 2003, son adjoint Marc Lecuru prend alors les rênes de la ville jusqu'en 2008.
Le 16 juin 2002, il est élu député dans la 1re circonscription du Lot et siège au groupe UMP de l'Assemblée nationale où il travaille notamment sur la loi foie gras, trufficulture, pêche, chasse, le soutien et les aides à 82 communes du Lot, les pôles d'excellences rurales, l'augmentation de la dotation de solidarité urbaine et rurale qui vise à l'amélioration de l'équité, la péréquation entre communes riches et pauvres, la DGF et la dotation de solidarité rurale.
Le 17 juin 2007, candidat à un deuxième mandat, il est battu avec près de dix points de retard par la candidate du Parti radical de gauche, Dominique Orliac qui obtient 54,97 % contre 45,03 % ), faisant figure de 2e défaite face à elle après celle aux élections cantonales de 2004.
En 2008, il est chargé auprès du ministre de l’Agriculture et de la Pêche d'une mission sur l'avenir de la filière viticole à l’horizon 2020. Après avoir sillonné la France viticole durant l’année 2008, Michel Roumégoux remet le 16 avril 2009 au ministre Michel Barnier son rapport Vin sur vin – 2020, plan stratégique de valorisation de la filière vitivinicole française à l’horizon 2020. Il s’agit d’établir la position des vins français à l’export (état des lieux et perspectives), de définir les initiatives stratégiques souhaitables et de faire des propositions de soutiens publics.
En avril 2009, il est nommé au Conseil national supérieur de l'œnotourisme, présidé par Paul Dubrule, cofondateur du groupe Accor. La même année, il fonde l'association Lot@venir qui a pour but : « l’étude des problèmes politiques, économiques et sociaux de la société française et plus particulièrement lotoise, la promotion d’idées visant à favoriser le développement économique, social et culturel dans le cadre d’une économie de liberté ». Il est en outre membre de l’Association des élus de la vigne et du vin (ANEV).
Lors d'une conférence de presse en octobre 2010, il annonce qu'il quitte le parti présidentiel en découpant sa carte d'adhérent. Il rejoint alors l'Alliance centriste, dont il devient le président départemental.
En avril 2017, Michel Roumégoux annonce qu'il est candidat aux élections législatives de 2017 dans la première circonscription du Lot, avant de renoncer.

### Mort
Michel Roumégoux meurt le 26 novembre 2023 à l'âge de 75 ans.

## Mandats
- 20/03/1989 - 18/06/1995 : Membre du conseil municipal de Cahors (Lot)
- 30/03/1992 - 22/03/1998 : Membre du conseil général du Lot
- 19/06/1995 - 18/03/2001 : Membre du conseil municipal de Cahors (Lot)
- 23/03/1999 - 21/08/2002 : Membre du conseil général du Lot
- 19/03/2001 - 02/01/2003 : Maire de Cahors (Lot)
- 19/06/2002 - 19/06/2007 : Député du Lot
- 27/03/2011 - 29/03/2015 : Membre du conseil général du Lot

## Décoration
- Chevalier dans l’ordre national du Mérite centrafricain.